# Гомоцистеин
Гомоцистеин — непротеиногенная аминокислота с формулой HSCH2CH2CH(NH2)CO2H. Гомолог аминокислоты цистеина, от которого отличается одной метиленовой группой (-CH2-). Гомоцистеин биосинтезируется из метионина удалением терминальной (Cε) метильной группы. Он может быть обратно конвертирован в метионин при помощи витаминов группы B.

## Биосинтез и биохимическая роль

Гомоцистеин в метаболической цепочке организма

Гомоцистеин не поступает с пищей. Вместо этого он биосинтезируется из метионина в многостадийном процессе. Сначала метионин алкилируется АТФ с образованием S-аденозилметионина (SAM). Затем при помощи фермента цитинозил-5-метилтрансферазы SAM передаёт свою метильную группу на цитозин в ДНК, образуя аденозилгомоцистеин. Фермент аденозилгомоцистеиназа затем катализирует гидролиз этого продукта до образования гомоцистеина.

## Уровень в организме
В течение жизни уровень гомоцистеина в крови постепенно повышается. До периода полового созревания уровни гомоцистеина у мальчиков и девочек примерно одинаковы (около 5 мкмоль/л). В период полового созревания уровень гомоцистеина повышается до 6-7 мкмоль/л; у мальчиков это повышение более выражено, чем у девочек. У взрослых уровень гомоцистеина колеблется в районе 10-11 мкмоль/л; у мужчин этот показатель обычно выше, чем у женщин. С возрастом уровень гомоцистеина постепенно возрастает, причем у женщин скорость этого нарастания выше, чем у мужчин. Постепенное нарастание уровня гомоцистеина с возрастом объясняют снижением функции почек, а более высокие уровни гомоцистеина у мужчин — большей мышечной массой.
Во время беременности в норме уровень гомоцистеина имеет тенденцию к снижению. Это снижение происходит обычно на границе первого и второго триместров беременности, и затем остается относительно стабильным. Нормальные уровни гомоцистеина восстанавливаются через 2-4 дня после родов. Считается, что снижение уровня гомоцистеина при беременности благоприятствует плацентарному кровообращению.
Уровень гомоцистеина в крови может повышаться по многим причинам. Самыми частыми причинами повышения уровня гомоцистеина (гипергомоцистеинемии) являются витаминодефицитные состояния. Особенно чувствителен организм к недостатку фолиевой кислоты (B9) и витаминов B1, B6 и B12.
Предполагается, что повышенную склонность к гипергомоцистеинемии имеют курящие. Потребление больших количеств кофе является одним из самых мощных факторов, способствующих повышению уровня гомоцистеина в крови. У лиц, выпивающих более 6 чашек кофе в день, уровень гомоцистеина на 2-3 мкмоль/л выше, чем у не пьющих кофе. Предполагается, что негативное действие кофеина на уровень гомоцистеина связано с изменением функции почек.
Уровень гомоцистеина часто повышается при сидячем образе жизни. Умеренные физические нагрузки способствуют снижению уровня гомоцистеина при гипергомоцистеинемии. Потребление небольших количеств алкоголя может снижать уровень гомоцистеина, а большие количества спиртного способствуют росту гомоцистеина в крови.

## Влияние на здоровье
Накапливаясь в организме, гомоцистеин начинает «атаковать» внутреннюю стенку артерий — интиму, покрытую эндотелием. Образуются повреждения эндотелия, провоцирующие образование тромбов и атеросклеротических бляшек.
Повышение уровня гомоцистеина крови (гипергомоцистеинемия) на 5 мкмоль/л приводит к увеличению риска атеросклеротического поражения сосудов на 80 % у женщин и на 60 % у мужчин.
У людей с повышенным уровнем гомоцистеина повышается риск возникновения болезни Альцгеймера и старческого слабоумия. При сочетании гипергомоцистеинемии и сахарного диабета чаще возникают сосудистые осложнения — заболевания периферических сосудов, нефропатия, ретинопатия и др.
Во время беременности повышенные уровни гомоцистеина приводят к нарушениям фетоплацентарного кровообращения, что может быть причиной невынашивания беременности и бесплодия в результате дефектов имплантации зародыша. На более поздних стадиях беременности гипергомоцистеинемия является причиной развития хронической фетоплацентарной недостаточности и хронической внутриутробной гипоксии плода. Генерализованная микроангиопатия во второй половине беременности проявляется в виде гестоза: нефропатии, преэклампсии и эклампсии. Именно повышение уровня гомоцистеина во время беременности и ведет к развитию гестоза. При появлении первых признаков гестоза (отёки, набор веса, сниженный диурез) следует начать прием витаминов группы В и фолиевую кислоту в повышенных дозах. Эти мероприятия оберегут и женщину и плод от преэклампсии и эклампсии. В дополнение нередко назначают антиагрегантную терапию: незначительные дозы аспирина и препаратов гепаринового ряда. Данный метод препятствует образованию тромбов за счёт снижения функциональной активности тромбоцитов.
Рекомендуется проверять уровень гомоцистеина у всех лиц с артериальными или венозными тромбозами в анамнезе, ишемической болезнью сердца. В обязательном порядке следует проверять уровень гомоцистеина у пациенток с бывшими ранее акушерскими осложнениями и у женщин, у родственников которых были инсульты, инфаркты и тромбозы в возрасте до 45-51 года.